# Utrangerade omnibushästar på Boulevard d’Enfer, Paris
Utrangerade omnibushästar på Boulevard d’Enfer, Paris är en oljemålning av den svenske konstnären Nils Kreuger. Den målades 1885 i Paris och ingår sedan 2017 i Nationalmuseums samlingar i Stockholm. 
Kreuger uppehöll sig åren 1881–1887 i Frankrike där han under påverkan från franskt friluftsmåleri utförde stadsbilder och landskap från Paris och dess omgivningar i ett sensibelt valörmåleri, gärna i gryning eller skymning, i dis, regn eller snö. Han målade ofta genrescener ur vardagslivet, som egentligen knappast märks för att de är en så självklar del av stadens kretslopp. Han var särskilt intresserad av hästar i olika arbetarmiljöer. I Kreuger lilla (13,5 x 23 cm) tavla Utrangerade omnibushästar på Boulevard d’Enfer, Paris är det uttjänta hästar, som tidigare dragit Paris omnibusar, som står i centrum. Bilden har sin utgångspunkt mitt i en Parisgata. En av hästarna har lämnat spillning efter sig och längs trottoarerna skyndar kvinnor och män till sina arbeten. 
Den två år yngre konstnärskollegan Anders Zorn flyttade till Paris 1887; ett av hans mer kända verk från denna tid är Omnibus.